# British Home Championship 1885
Navigation
Édition précédente Édition suivante
Le British Home Championship 1884-1885 est la deuxième saison du British Home Championship, une compétition de football regroupant les nations constitutives du Royaume-Uni, l'Angleterre, l'Écosse, l'Irlande et le pays de Galles. L'Écosse remporte pour la deuxième fois consécutivement l'épreuve en devançant l'Angleterre.

## Organisation
Chaque équipe rencontre les trois autres. Les matchs sont disputés dans le stade choisi par la nation qui s'est déplacée lors de leur dernière opposition.

## Compétition

### Classement
| Rang | Équipe         | Pts | J | G | N | P | Bp | Bc | Diff |
| ---- | -------------- | --- | - | - | - | - | -- | -- | ---- |
| 1    | Écosse         | 5   | 3 | 2 | 1 | 0 | 17 | 4  | +13  |
| 2    | Angleterre     | 4   | 3 | 1 | 2 | 0 | 6  | 2  | +4   |
| 3    | Pays de Galles | 3   | 3 | 1 | 1 | 1 | 10 | 11 | -1   |
| 4    | Irlande        | 0   | 3 | 0 | 0 | 3 | 4  | 20 | -16  |

### Matchs
| 28 février 1885 | Angleterre                                                           | 4-0   | Irlande | Whalley Range, Manchester                                  |                                                            |
|                 | Joe Lofthouse · Charles Bambridge · Benjamin Spilsbury · James Brown | (1-0) |         | Spectateurs : 6 000 Arbitrage : James E. McKillop (Écosse) | Spectateurs : 6 000 Arbitrage : James E. McKillop (Écosse) |

| 14 mars 1885 | Écosse | 8-2   | Irlande           | Cathkin Park, Glasgow                                           |                                                                 |
|              | W. Lamont 10e · William Turner 12e · Robert Calderwood 15e · John Marshall 35e · Alex Higgins 51e 60e 70e · Alexander Barbour 53e | (4-0) | John Gibb 85e 90e | Spectateurs : 6 000 Arbitrage : William Pierce Dix (Angleterre) | Spectateurs : 6 000 Arbitrage : William Pierce Dix (Angleterre) |

| 14 mars 1885 | Angleterre       | 1-1   | Pays de Galles | Leamington Road, Blackburn                                |                                                           |
|              | Clement Mitchell | (1-1) | Job Wilding    | Spectateurs : 7 500 Arbitrage : Alexander Stuart (Écosse) | Spectateurs : 7 500 Arbitrage : Alexander Stuart (Écosse) |

| 21 mars 1885 | Angleterre            | 1-1   | Écosse             | The Oval, Londres                                       |                                                         |
|              | Charles Bambridge 57e | (0-1) | Joseph Lindsay 20e | Spectateurs : 8 000 Arbitrage : John Sinclair (Irlande) | Spectateurs : 8 000 Arbitrage : John Sinclair (Irlande) |

| 23 mars 1885 | Pays de Galles          | 1-8   | Écosse                                                                                             | Racecourse Ground, Wrexham                                    |                                                               |
|              | Robert Albert Jones 50e | (0-3) | 8e 80e Robert Calderwood · 20e 76e William Anderson · 30e David Allan · 56e 84e 88e Joseph Lindsay | Spectateurs : 4 000 Arbitrage : Robert M. Sloane (Angleterre) | Spectateurs : 4 000 Arbitrage : Robert M. Sloane (Angleterre) |

| 11 avril 1885 | Irlande                  | 2-8 | Pays de Galles                                                          | Ulster Cricket Ground, Belfast |  |
|               | Alex Dill · Tom Molyneux |     | Herbert Sisson · John Roach · William Owen · Tom Burke · Humphrey Jones |                                |  |